# Issoudun
Issoudun ist eine französische Gemeinde mit 10.953 Einwohnern (Stand 1. Januar 2022) im Département Indre in der Region Centre-Val de Loire. Die Stadt wird vom Fluss Théols durchquert.

## Geschichte
Auf halbem Weg zwischen Bourges und Châteauroux lag die gallische Siedlung Uxeldunum strategisch günstig. Sie wurde während der Eroberung durch Caesar zerstört und später neu aufgebaut. Auch in der Fehde zwischen Richard Löwenherz und Philipp August war der Ort umstritten, konnte jedoch diesen und anderen Bedrohungen standhalten. Am Ende des 14. Jahrhunderts wurde Issoudun ein Zentrum der Marienverehrung und ist noch heute ein Wallfahrtsort. Nach der Französischen Revolution verlor der Ort an Bedeutung. Als neue Hauptstadt für das Département Indre wurde Châteauroux ausgewählt.
Am 8. Dezember 1854 gründete Père Jules Chevalier in Issoudun die Ordensgemeinschaft der Herz-Jesu-Missionare (Missionnaires du Sacré-Cœur d’Issoudun; kurz: M.S.C.) mit der Basilika Notre-Dame du Sacré-Cœur.
Im Zweiten Weltkrieg wurde Issoudun am 10. September 1944 von alliierten Truppen von der deutschen Besatzung befreit. Am 16. September 1944 ergab sich der deutsche General Botho Henning Elster mit 18.850 Soldaten und 754 Offizieren im Raum Issoudun und bewahrte sie so davor, in aussichtslosem Widerstand gegen die weit überlegenen alliierten Truppen „verheizt“ zu werden.
Seit 1950 ist die Region um Issoudun von vielen Kurzwellen-Radiosendern besiedelt, die französisches Radio ins Ausland übertragen. Die große Sendeanlage des Senderbetreibers TDF wird u. a. von Radio France Internationale, Radio Taiwan International, Radio Japan und einigen anderen internationalen sowie kleineren Rundfunksendern genutzt.

### Bevölkerungsentwicklung
| Jahr                       | 1962   | 1968   | 1975   | 1982   | 1990   | 1999   | 2011   | 2017   |
| Einwohner                  | 13.900 | 15.108 | 15.956 | 14.696 | 13.859 | 13.685 | 12.930 | 11.905 |
| Quellen: Cassini und INSEE |        |        |        |        |        |        |        |        |

## Sehenswürdigkeiten
- Tour Blanche (Donjon aus dem 12. Jahrhundert)
- Museum des Saint-Roch-Hospizes: Es befindet sich in einem im 12. Jahrhundert gegründeten und im 15. Jahrhundert neu errichteten Kloster. Das Gebäude umfasst eine Kapelle und einen Krankensaal aus dem 15. Jahrhundert sowie zwei Seitenflügel aus dem 17. und 18. Jahrhundert.

## Persönlichkeiten
- François Habert (1508–1562), Dichter und Übersetzer
- Guillaume François Berthier (1704–1782), Jesuit und Publizist
- Auguste Borget (1808–1877), Maler
- Maurice La Châtre (1814–1900), Schriftsteller
- Jules Chevalier (1824–1907), Priester
- Daniel Revenu (1942–2024), Fechter
- Dominique Lacaud (* 1952), Autorennfahrer
- Gil Avérous (* 1973), Politiker

## Sonstiges
Issoudun ist der Schauplatz der Handlung des Romans La Rabouilleuse von Honoré de Balzac.
2009 war die Gemeinde erstmals Etappenort der Tour de France.